# La amiga estupenda
La amiga estupenda (en italiano, L'amica geniale) es una serie de televisión ítalo-estadounidense de drama creada por Saverio Costanzo para HBO, RAI y TIMvision. Toma el nombre de la primera de las cuatro novelas de Dos amigas de Elena Ferrante, y está destinada a adaptar toda la obra literaria en cuatro temporadas.
La primera temporada se estrenó el 18 de noviembre de 2018 en HBO, y 27 de noviembre de 2018 en Rai 1 y TIMvision. La segunda temporada, basada en la segunda novela de Ferrante, Un mal nombre, fue confirmada en diciembre de 2018 y se estrenó el 10 de febrero de 2020 en Rai 1 y el 16 de marzo de 2020 en HBO. Los primeros dos episodios de la segunda temporada se estrenaron en los cines italianos del 27 al 29 de enero de 2020. El 30 de abril de 2020, la serie fue renovada para una tercera temporada, basada en la tercera novela de la serie Las deudas del cuerpo, que se estrenó el 6 de febrero de 2022 en Rai 1 y el 28 de febrero de 2022 en HBO.
En marzo de 2022, la serie fue renovada para una cuarta y última temporada, basada en la novela final de la serie de Ferrante: La niña perdida.
El 9 de septiembre de 2024 se estrenó el primer capítulo de la última temporada, en la plataforma de streaming HBO Max.

## Sinopsis
La serie sigue el vínculo especial entre Elena Greco y Raffaella Cerullo, dos amigas de los años cincuenta que crecen en un barrio pobre de Nápoles.

## Elenco y personajes

### Principales
- Elisa Del Genio (temporada 1; invitada: temporada 2) y Margherita Mazzucco como Elena «Lenù» Greco.
- Ludovica Nasti (temporada 1; invitada: temporada 2) y Gaia Girace como Raffaella «Lila» Cerullo
- Anna Rita Vitolo como Immacolata Greco
- Luca Gallone como Vittorio Greco
- Imma Villa como Manuela Solara
- Antonio Milo como Silvio Solara (temporada 1; recurrente: temporada 2)
- Adriano Tammaro (recurrente: temporada 1) y Alessio Gallo (temporada 2; recurrente: temporada 1) como Michele Solara
- Valentina Acca como Nunzia Cerullo
- Antonio Buonanno como Fernando Cerullo
- Dora Romano como la señorita Oliviero (temporadas 1-2)
- Antonio Pennarella como Don Achille Carracci (temporada 1)
- Nunzia Schiano como Nella Incardo
- Kristijan Di Giacomo (recurrente: temporada 1) y Giovanni Amura (temporada 2; recurrente: temporada 1) como Stefano Carracci
- Tommaso Rusciano (recurrente: temporada 1) y Gennaro De Stefano (temporada 2; recurrente: temporada 1) como Rino Cerullo
- Alessandro Nardi (invitado: temporada 1) y Francesco Serpico (temporada 2; recurrente: temporada 1) como Nino Sarratore
- Giuliana Tramontano (recurrente: temporada 1) y Federica Sollazzo (temporada 2; recurrente: temporada 1) como Pinuccia Carracci
- Anna Redi (recurrente: temporada 1) y Clotilde Sabatino (temporada 2) como la profesora Galiani
- Lucia Manfuso (recurrente: temporada 1) y Ulrike Migliaresi (temporada 2; recurrente: temporada 1) como Ada Cappuccio
- Domenico Cuomo (recurrente: temporada 1) y Christian Giroso (temporada 2; recurrente: temporada 1) como Antonio Cappuccio
- Francesco Catena (recurrente: temporada 1) y Eduardo Scarpetta (temporada 2; recurrente: temporada 1) como Pasquale Peluso
- Vincenzo Vaccaro (recurrente: temporada 1) y Giovanni Buselli (temporada 2; recurrente: temporada 1) como Enzo Scanno
- Giovanni Cannata como Armando Galiani (temporada 2)
- Francesco Russo comp Bruno Soccavo (temporada 2)
- Bruno Orlando como Franco Mari (temporada 2)
- Daria Deflorian como Adele Airota (temporada 2)
- Matteo Cecchi como Pietro Airota (temporada 2)

### Recurrentes

#### Familia Greco
- Emanuele Nocerino (temporada 1), Matteo Castaldo (temporadas 1-2) y Daniele Cacciatore (invitado: temporada 2) como Peppe Greco
- Thomas Noioso (temporada 1), Raffaele Nocerino (temporadas 1-2) y Davide De Lucia (invitado: temporada 2) como Gianni Greco
- Sara Mauriello (temporada 1), Cristina Fraticola (temporadas 1-2) y Gaia Buongiovanni (invitada: temporada 2) como Elisa Greco

#### Familia Carracci
- Sarah Falanga como Maria Carracci
- Valerio Laviano Saggese (temporada 1) y Fabrizio Cottone como Alfonso Carracci
- Daniel Campagna (invitado: temporada 2) y Giuseppe Cortese (invitado: temporada 2) como Gennaro Carracci

#### Familia Peluso
- Gennaro Canonico como Alfredo Peluso (temporada 1)
- Lia Zinno como Giuseppina Peluso (temporadas 1-2)
- Francesca Bellamoli (temporada 1) y Francesca Pezzella como Carmela Peluso

#### Familia Cappuccio
- Pina Di Gennaro como Melina Cappuccio

#### Familia Sarratore
- Emanuele Valenti como Donato Sarratore
- Fabrizia Sacchi como Lidia Sarratore
- Cristina Magnotti (temporada 1) y Miriam D'Angelo como Marisa Sarratore
- Michele Di Costanzo (invitado: temporada 1) y Catello Buonomo (temporada 2; invitado: temporada 1) como Nino Sarratore
- Federica Guarino (invitada: tempora 1) y Federica Barbuto (temporada 2; invitada: temporada 1) como Clelia Sarratore
- Gioele Maddi (invitado: temporada 1) y Mattia Iapigio (temporada 2; invitado: temporada 1) como Ciro Sarratore

#### Familia Scanno
- Ciro Pugliese como Nicola Scanno (temporada 1)
- Marina Cioppa como Assunta Scanno (temporada 1)

#### Familia Solara
Pietro Vuolo (temporada 1) y Elvis Esposito como Marcello Solara

#### Familia Spagnuolo
- Mimmo Ruggiero como el señor Spagnuolo (temporada 1; invitado: temporada 2)
- Patrizia Di Martino como Rosa Spagnuolo (temporada 1; invitada: temporada 2)
- Alice D'Antonio (temporada 1) y Rosaria Langellotto como Gigliola Spagnuolo

#### Otros
- Valentina Arena como Jolanda (temporada 1; invitada: temporada 2)
- Vittorio Viviani como el señor Ferraro (temporada 1)
- Riccardo Palmieri como Gino
- Sergio Basile como el profesor Gerace (temporada 1)
- Giorgia Gargano como Nadia Galiani (temporada 2)

### Invitados
- Antonio Maglione como Alfonso (temporada 1)
- Enrico D'Errico como Pier Paolo Pasolini (temporada 2)
- Giustiniano Alpi como Rolando Berti (temporada 2)
- Alessandro Bertoncini como Carlo Fortini (temporada 2)
- Francesco Saggiomo como Dino Cerullo (temporada 2)
- Ilaria Zanotti como Giulia Cristaldi (temporada 2)
- Maria Rosaria Bozzon como Titina (temporada 2)
- Giulia Mazzarino como Maria Rosa Airota (temporada 2)
- Maurizio Tabani como el profesor Tarratano (temporada 2)
- Gabriele Vacis como Guido Airota (temporada 2)

## Episodios
| Temporada | Temporada | Título                | Episodios | Episodios | Emisión original                                              | Emisión original                                              |
| Temporada | Temporada | Título                | Episodios | Episodios | Primera emisión                                               | Última emisión                                                |
| --------- | --------- | --------------------- | --------- | --------- | ------------------------------------------------------------- | ------------------------------------------------------------- |
|           | 1         | La amiga estupenda    | 8         | 8         | 18 de noviembre de 2018 (HBO) 27 de noviembre de 2018 (Rai 1) | 10 de diciembre de 2018 (HBO) 18 de diciembre de 2018 (Rai 1) |
|           | 2         | Un mal nombre         | 8         | 8         | 10 de febrero de 2020 (Rai 1) 16 de marzo de 2020 (HBO)       | 2 de marzo de 2020 (Rai 1) 4 de mayo de 2020 (HBO)            |
|           | 3         | Las deudas del cuerpo | 8         | 8         | 6 de febrero de 2022 (Rai 1) 28 de febrero de 2022 (HBO)      | 27 de febrero de 2022 (Rai 1) 18 de abril de 2022 (HBO)       |
|           | 4         | La niña perdida       | 10        | 10        | 9 de septiembre de 2024 (HBO) 11 de noviembre de 2024 (Rai 1) | 11 de noviembre de 2024 (HBO) 9 de diciembre de 2024 (Rai 1)  |

## Producción
Por encargo de Rai Fiction, HBO y TIMvision, la primera temporada fue producida por las productoras italianas Wildside y Fandango, y el grupo cinematográfico internacional Umedia. TIMvision se retiró del proyecto después de la primera temporada, mientras que las productoras The Apartment y Mowe se unieron a la producción para la segunda temporada.
El 18 de febrero de 2020, Gaia Girace anunció que abandonará la serie después de interpretar a Lila en tres episodios de la tercera temporada, ya que una actriz nueva y mayor será elegida para los siguientes episodios.

## Recepción
La serie ha sido aclamada por la crítica. En Rotten Tomatoes, la primera temporada tiene una calificación de aprobación del 93% basada en 55 revisiones, con un puntaje promedio de 8.41/10. El consenso crítico del sitio web es: «La amiga estupenda es una épica expansiva que brilla por su belleza cautivadora desde la más desolada de las circunstancias, pero es la intimidad entre el dúo central – y las notables actuaciones que le dan vida – lo que el público recordará más vívidamente». En Metacritic, tiene un puntaje de 87 sobre 100 basado en revisiones de 20 críticos, lo que indica «aclamación universal».
En Rotten Tomatoes, la segunda temporada tiene una calificación de aprobación del 100% basada en 11 revisiones, con un puntaje promedio de 9.5/10. El consenso crítico del sitio es: «Magníficamente filmada y llena de actuaciones increíbles, la segunda temporada de La amiga estupenda expande su pequeño mundo con excelentes resultados». En Metacritic, tiene un puntaje de 92 sobre 100 basado en 8 revisiones, lo que indica «aclamación universal».